# Dom Liebermana
Dom Liebermana (hebr. בית ליברמן; ang. The Nahariya Museum) – muzeum historyczne położone w mieście Naharijja, w Izraelu. Jest to muzeum miejskie - Muzeum Naharijji.

## Historia

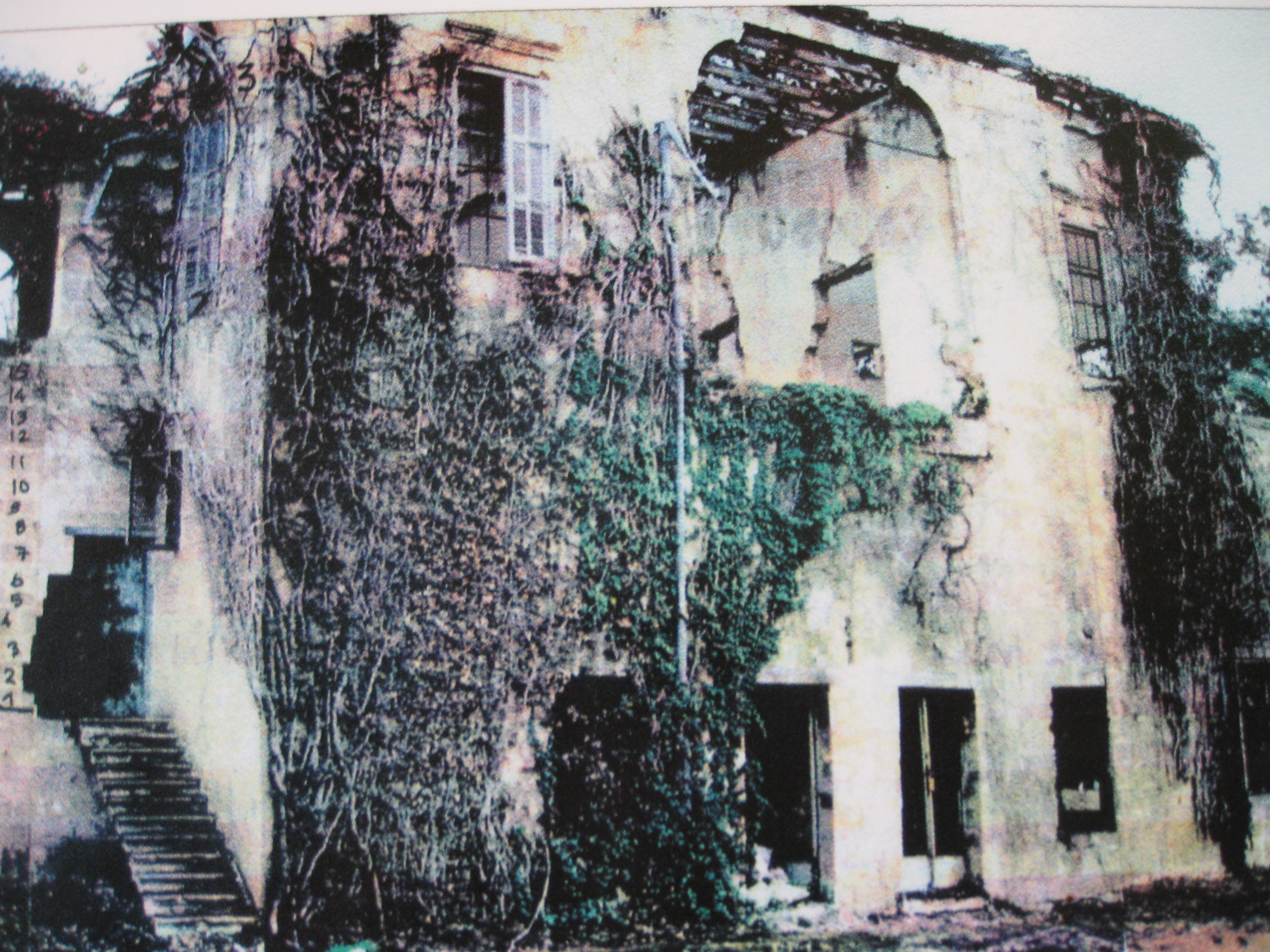
Dom Liebermana przed remontem

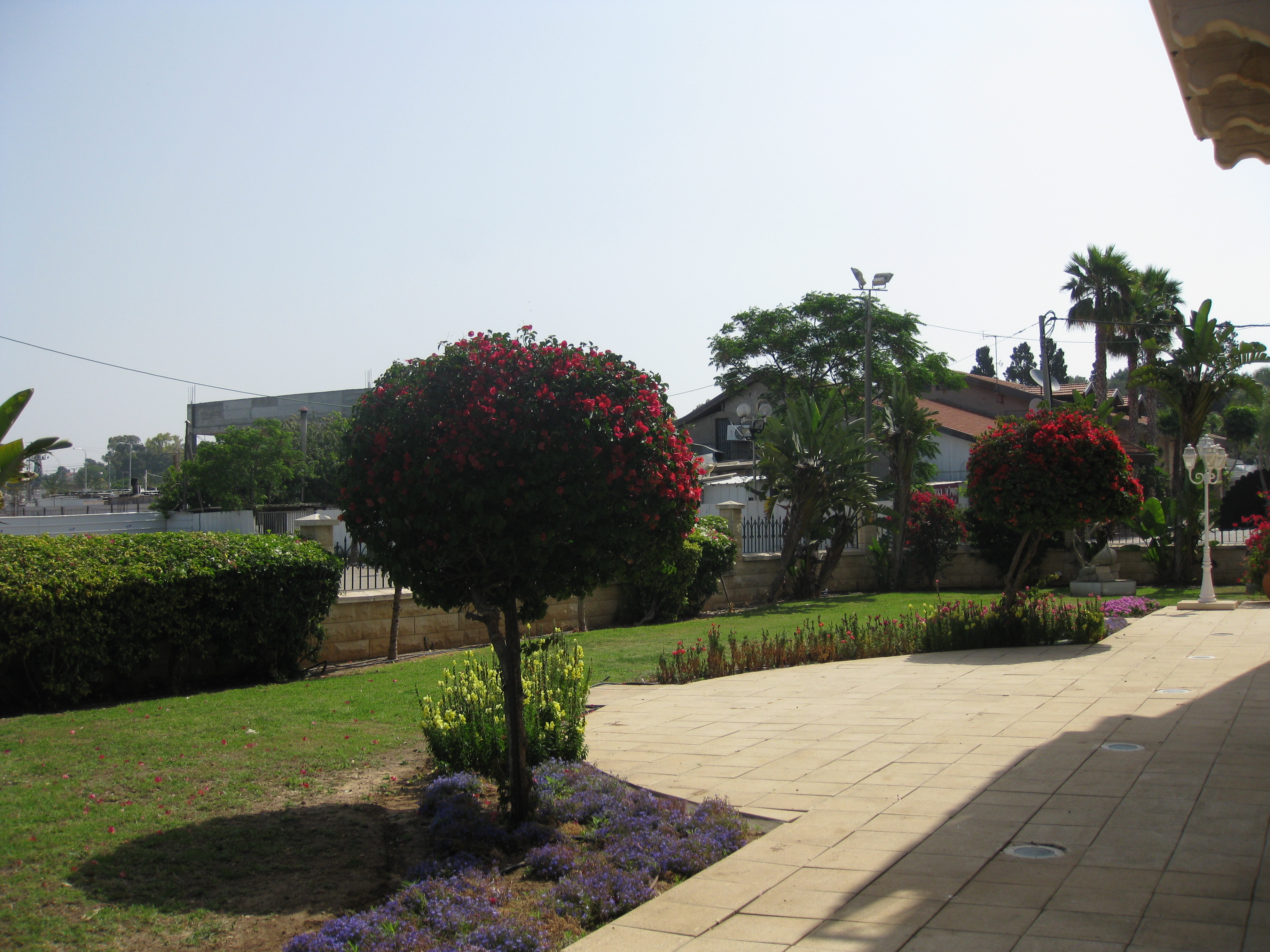
Ogród przed muzeum

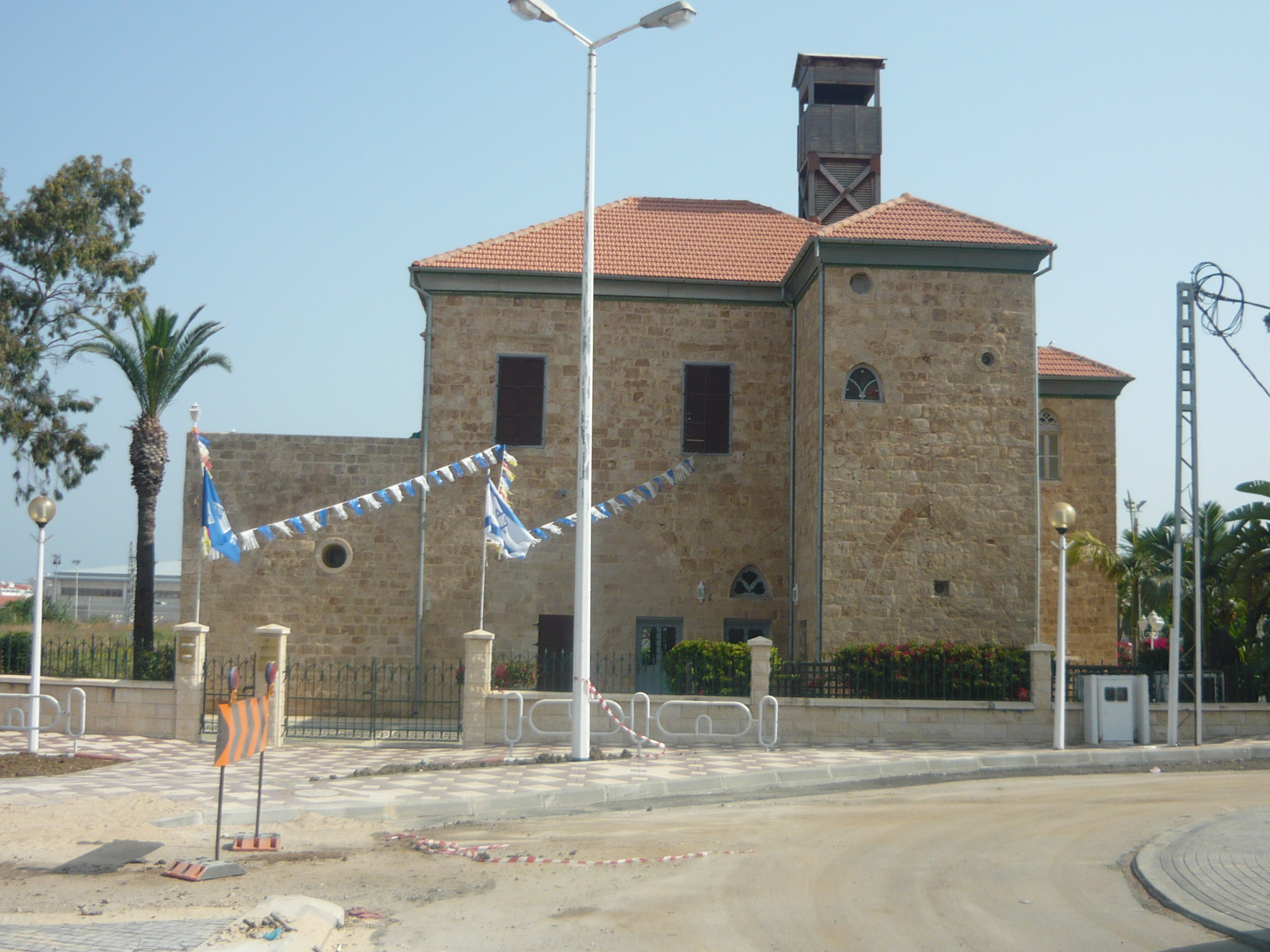
Dom Liebermana

W czerwcu 1935 roku bogaty żydowski przemysłowiec z Polski, Filip Lieberman, zakupił działkę w kolonii Naharijji. W północno-wschodniej jej części wybudował dom mieszkalny z nowoczesną jak na owe czasy oborą dla bydła. Tuż przy domu był sad owocowy. W czerwcu 1938 roku posiadłość liczyła powierzchnię około 550 hektarów. Podczas arabskiego powstania w Palestynie (1936–1939) gospodarka się załamała, a dom Liebermana był chroniony przez żydowskich strażników. W 1938 roku do domu dobudowano drewnianą wieżę obserwacyjną. Od 1942 roku dom służył jako baza wypadowa kompanii szturmowych Palmach. Wielu nielegalnych imigrantów po przybyciu do Mandatu Palestyny właśnie tutaj spędzało swoją pierwszą noc. Po śmierci dr Liebermana, rodzina sprzedała prawie cały majątek firmie Rassco. Pozostawili sobie tylko dom i 4 hektary ziemi.
W latach 1951–1953 budynek służył jako szkoła, a następnie ośrodek kolonijny dzieci z kibuców oraz obóz dla nowych imigrantów. Po śmierci w 1968 roku żony Liebermana, Klary Lieberman, dom popadł w ruinę. Jej córka, Rachel Awnin Lieberman osiągnęła porozumienie z władzami miejskimi Naharijji, dzięki czemu w 1995 roku rozpoczął się remont i przebudowa budynku. W 2000 roku nastąpiło otwarcie Muzeum Naharijji - Dom Liebermana.

## Zbiory muzeum
Muzeum gromadzi i przechowuje pamiątki oraz dokumenty związane z historią miasta. Kolekcja archiwum obejmuje fotografie, plakaty, reklamy oraz autentyczną korespondencję mieszkańców Naharijji.